# Zosterops kuehni
Zosterops kuehni là một loài chim trong họ Zosteropidae.